# Liste der Bürgermeister von Czernowitz 1832–1918

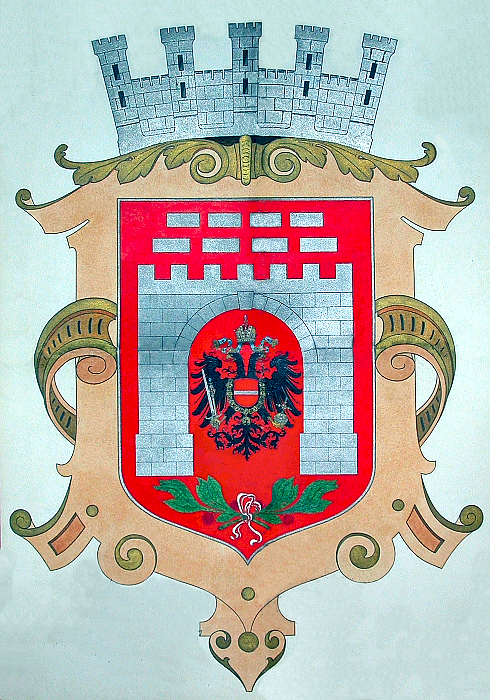
Wappen der Stadt Czernowitz 1908

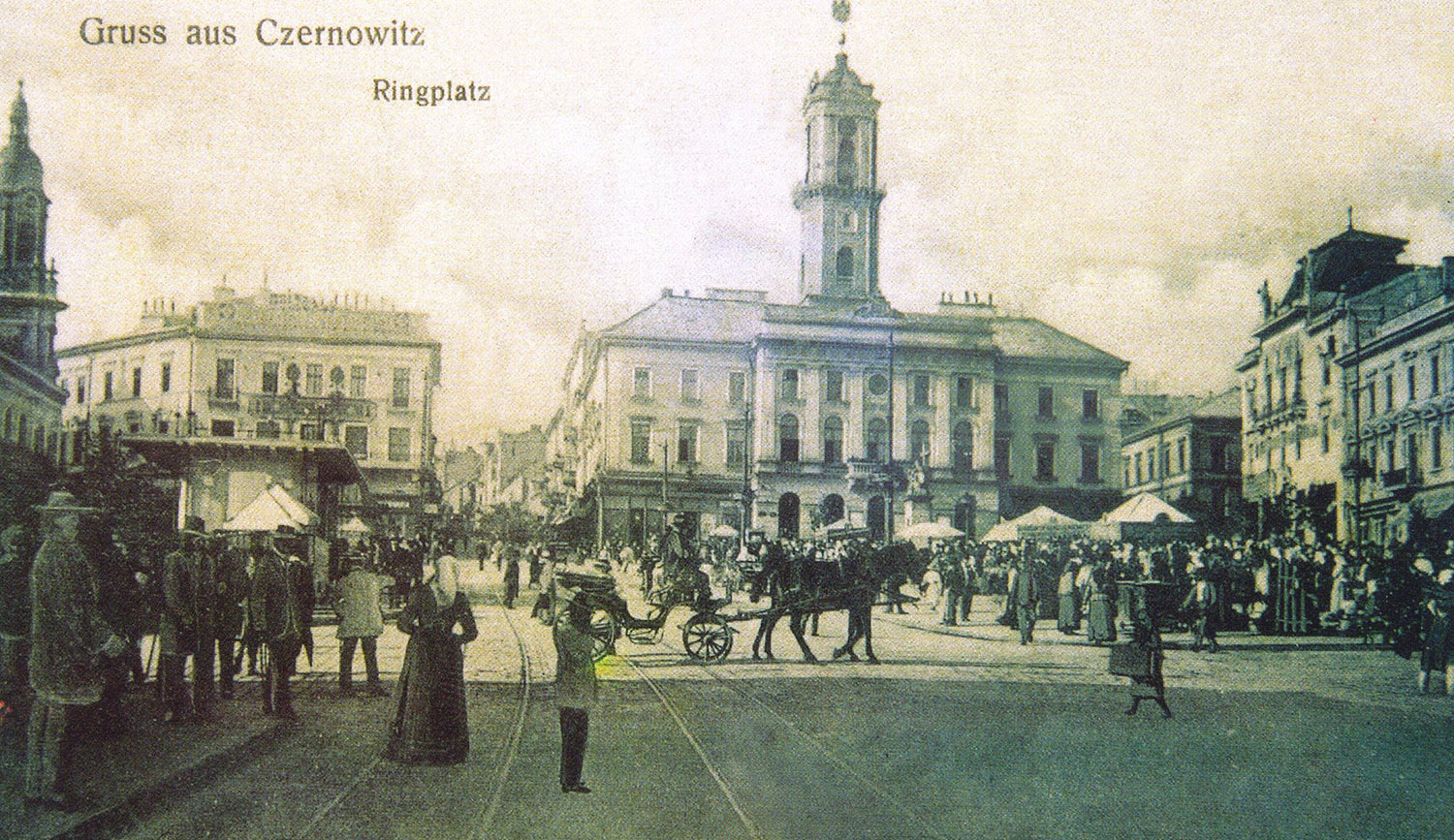
Rathaus von Czernowitz um 1900

## Die Bürgermeister von Czernowitz während der österreichischen Herrschaft

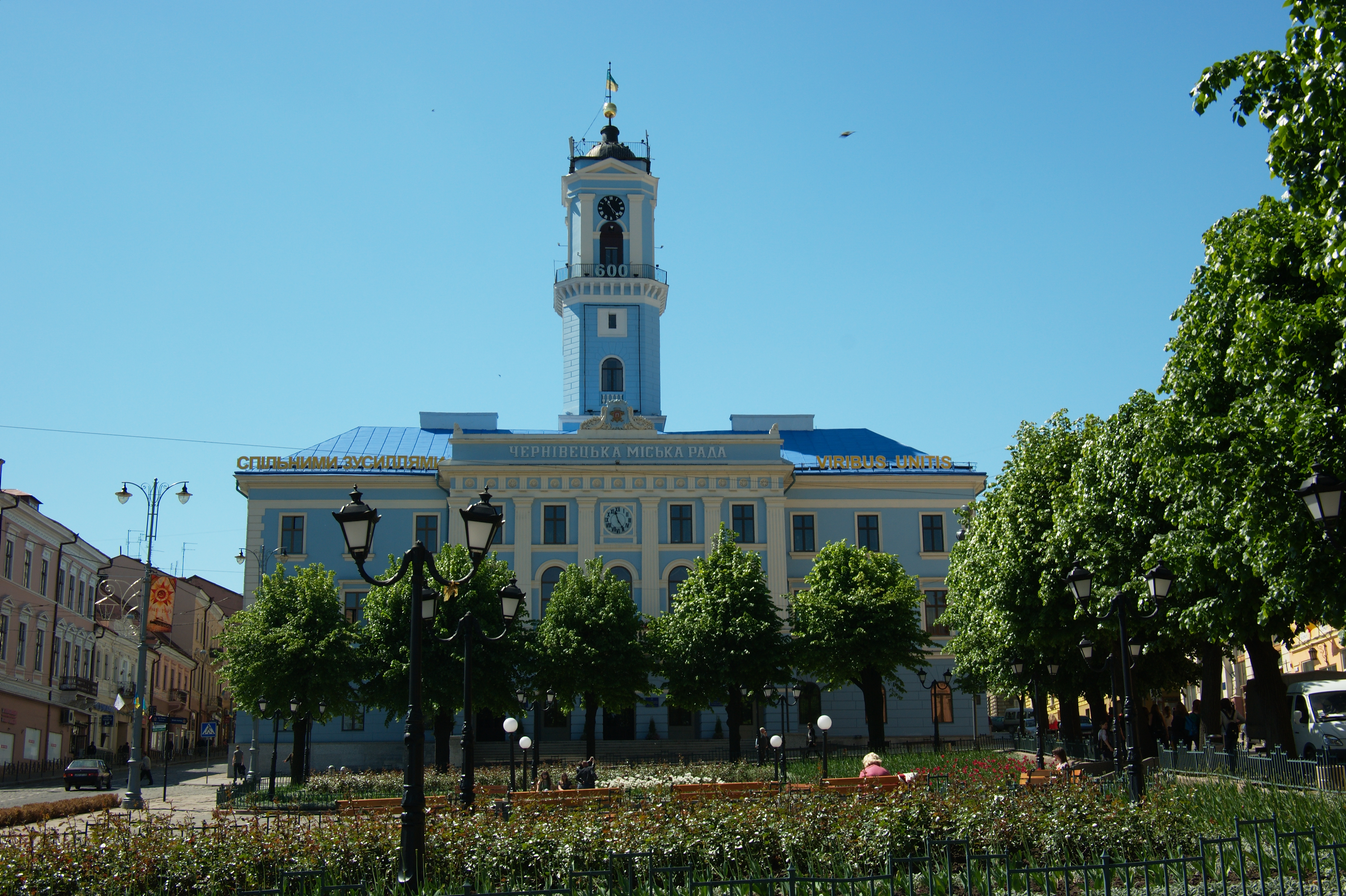
Rathaus von Czernowitz heute

### Vorgeschichte
In der Zeit von 1780 bis 1832 standen Czernowitz sogenannte Stadtrichter vor. In der Regel führten sie die Stadt lediglich ein bis zwei Jahre lang. Eine längere Amtszeit hatte lediglich Josef Hampel (1796–1800 und 1802–1811), Alexander Beldowicz (1811–1817) sowie der letzte Stadtrichter, Andreas Klug (1817–1832).

### 1832: Regulierung der Gemeindeverwaltung, Schaffung eines Magistrats
Quelle bukowina.info:
- Franz Lihotzky (1832–1848)
- Adalbert Suchanek (1848–1854)
- Josef Ortynski (1854–1859)
- Josef Lepszy (1859–1861)
- Julius Hubrich (1861–1864)

### 1864: Czernowitz wird Stadt mit eigenem Statut
- Jakob Ritter von Petrowicz (1864–1866, Angelobung am 13. Oktober 1864)
- Anton Freiherr Kochanowski von Stawczan (1866–1874, Angelobung am 9. Dezember 1866)
- Otto Ambros Edler von Rechtenberg (1874–1880, Angelobung am 14. Juli 1874)
- Wilhelm Ritter von Klimesch (1881–1887, Angelobung am 24. Februar 1881)
- Anton Freiherr Kochanowski von Stawczan (1887–1905, Angelobung am 7. April 1887, seit 4. April 1905 Ehrenbürgermeister)
- Eduard Reiss (1905–1907, Angelobung am 31. Mai 1905)
- Felix Freiherr Brewer von Fürth (am 22. September 1907 Angelobung; am 26. Oktober 1913 Demission)
- Salo von Weisselberger (4. November 1913–1917)[2]
- Georg Sandru (Gheorghe Șandru) (9. April 1917–1. Dezember 1918)[3]

## Bildergalerie

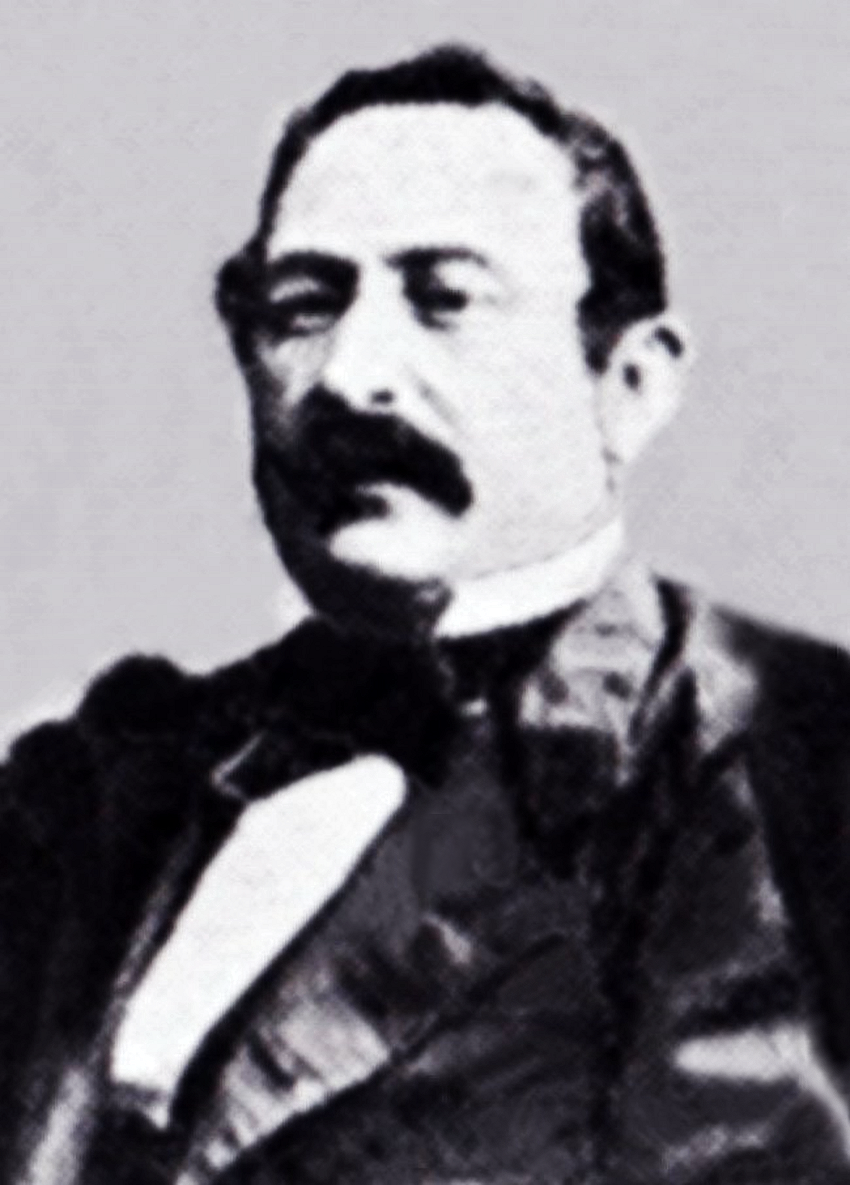
Jakob von Petrowicz
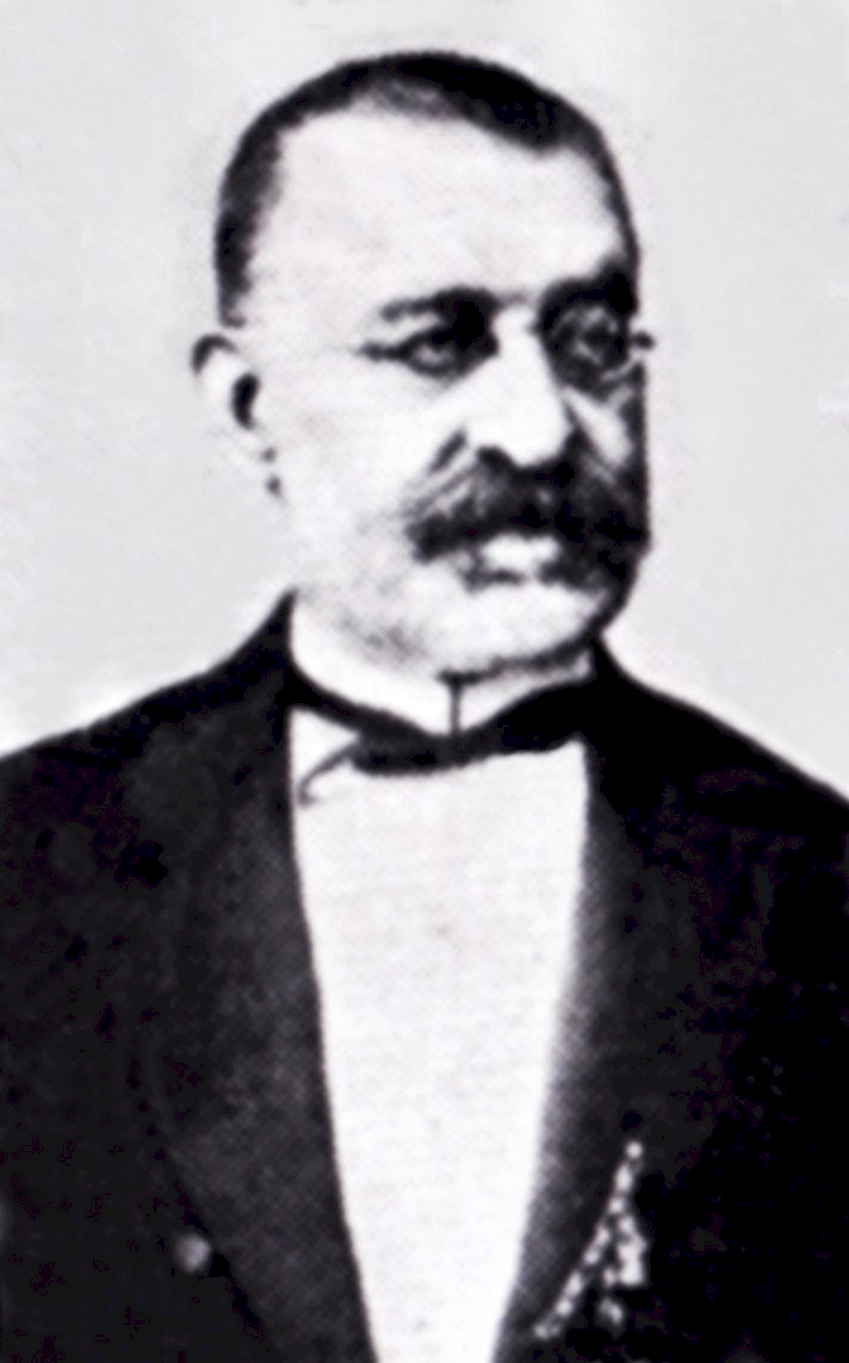
Anton Kochanowski von Stawczan
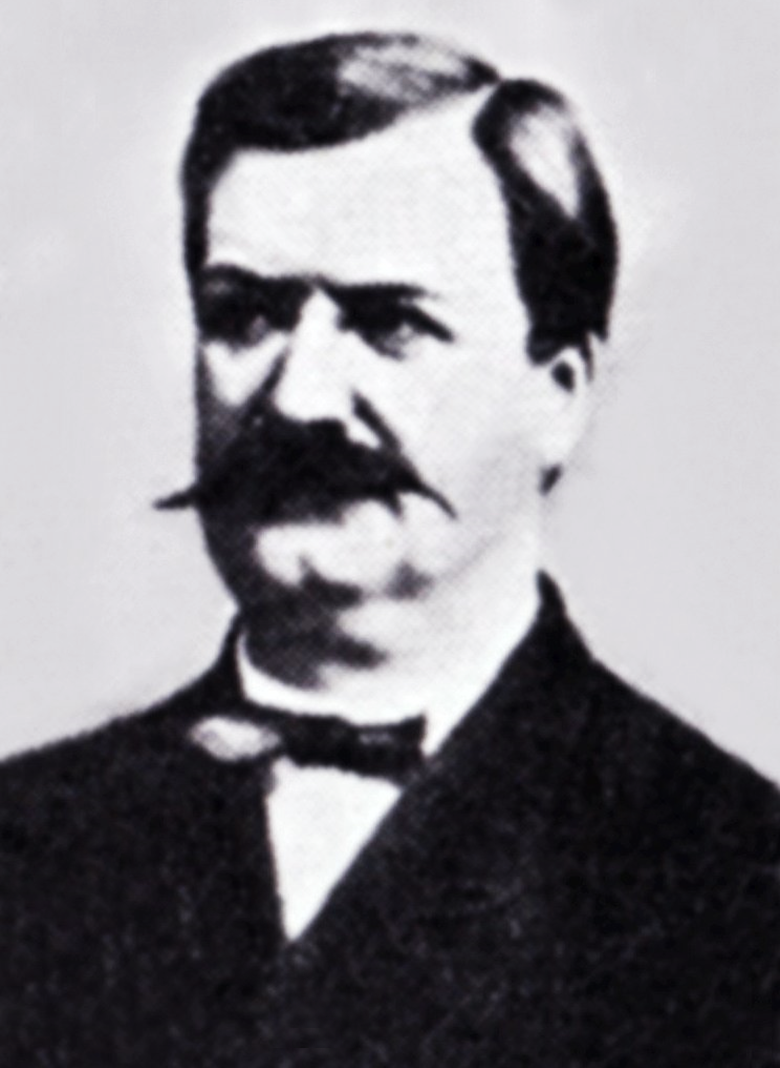
Otto Ambros von Rechtenberg
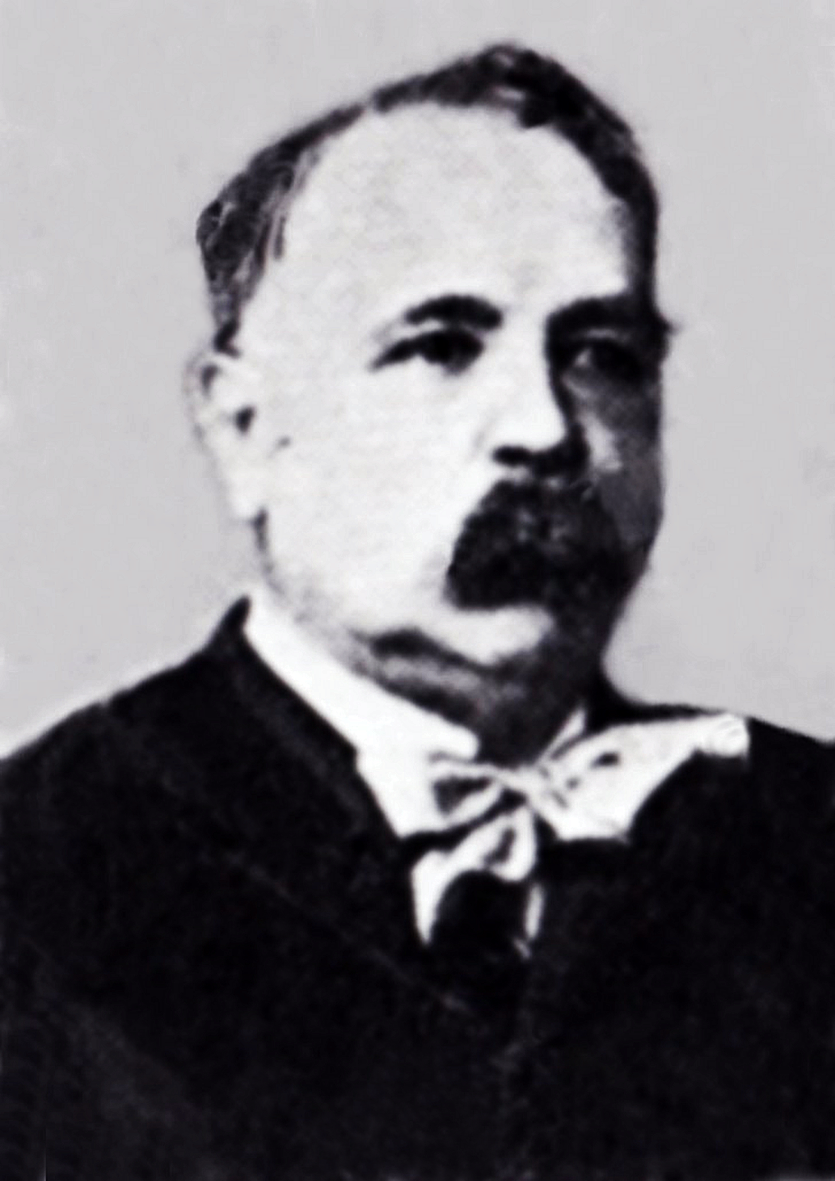
Wilhelm von Klimesch
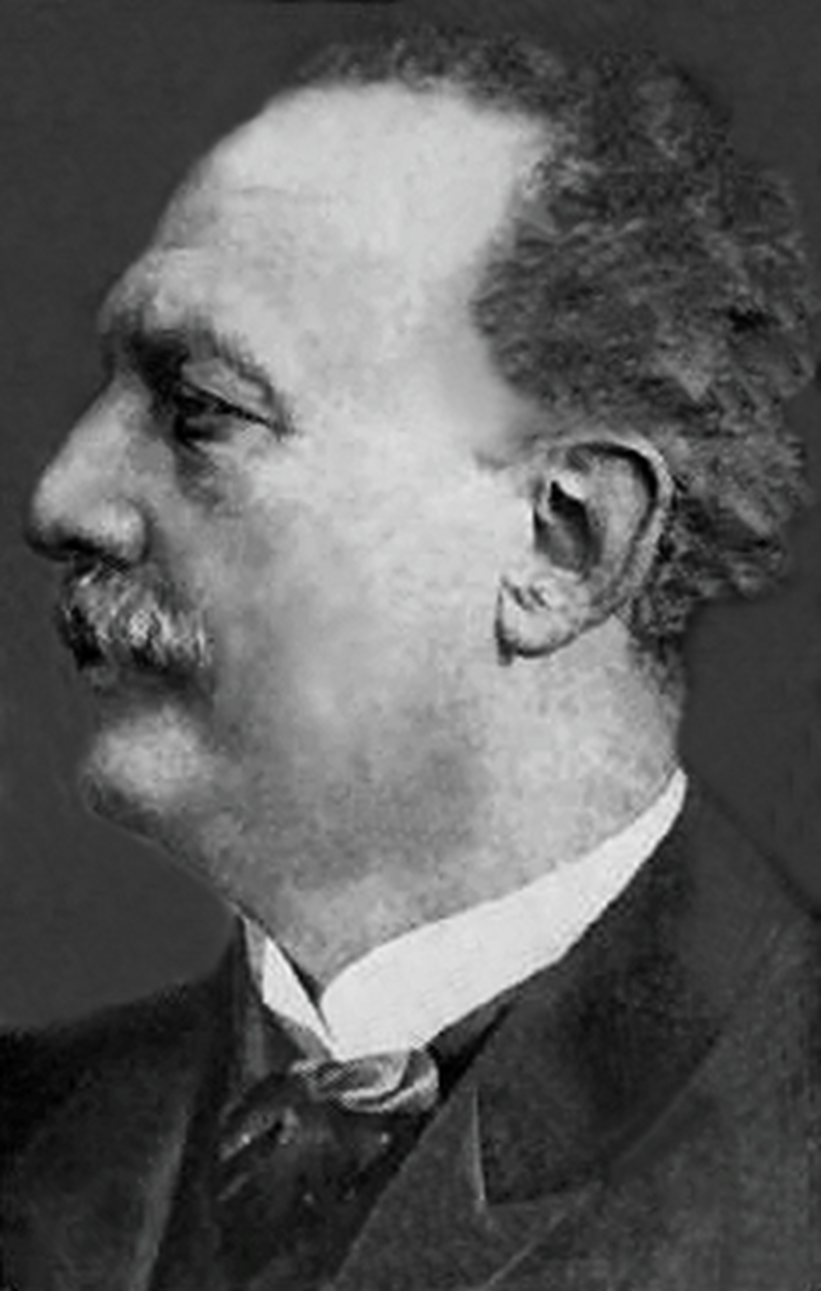
Eduard Reiss
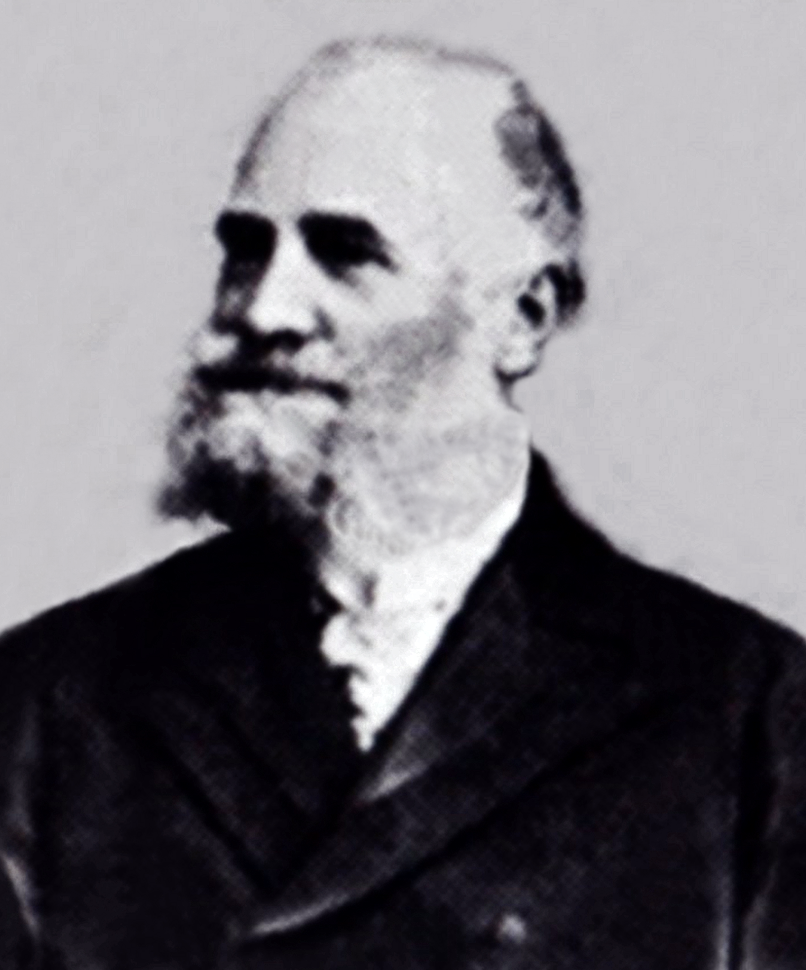
Felix Brewer von Fürth
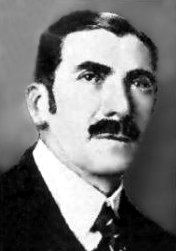
Salo von Weisselberger